# Jüdischer Friedhof Oberöwisheim

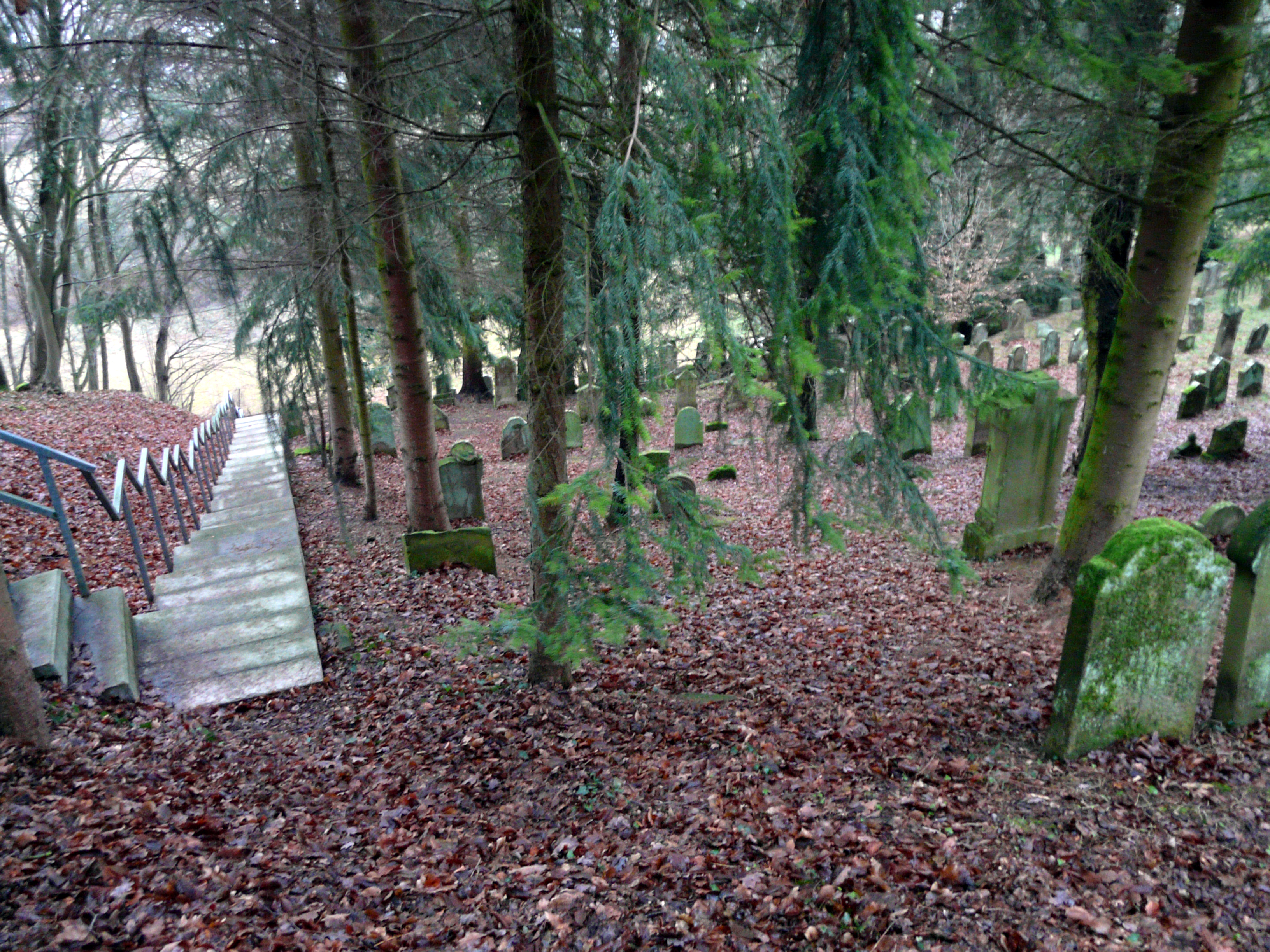
Jüdischer Friedhof in Oberöwisheim

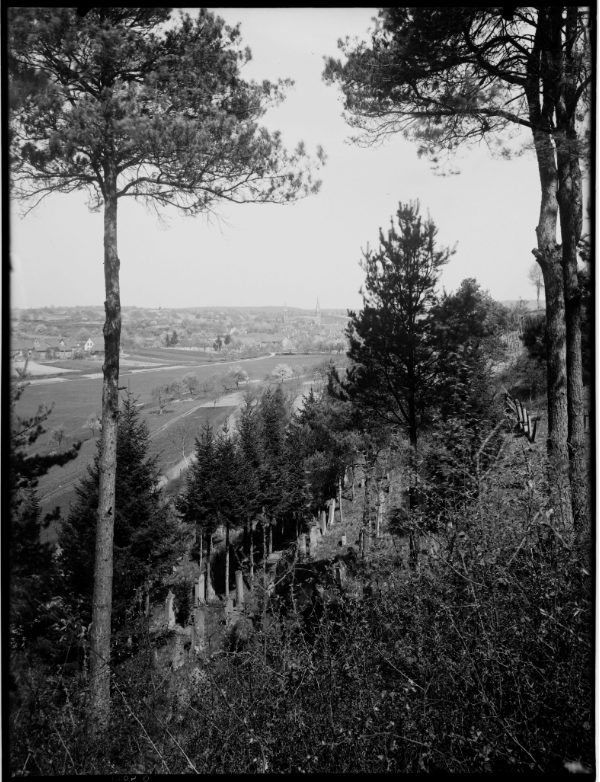
Der jüdische Friedhof im Jahr 1912, Foto von Wilhelm Kratt (1869–1949)

Der Jüdische Friedhof in Oberöwisheim, einem Ortsteil der Gemeinde Kraichtal im Landkreis Karlsruhe im nördlichen Baden-Württemberg, wurde im 17. Jahrhundert angelegt. Er ist ein geschütztes Kulturdenkmal.
Der 91,35 Ar große jüdische Friedhof in der Flur Reimenhälden liegt an einem Steilhang, weshalb das Gelände landwirtschaftlich schlecht zu nutzen war. Die Grundherrschaft im Ort wurde damals von den Herren von Helmstatt und den Herren von Sternenfels ausgeübt, die sich durch die Verpachtung des Geländes eine dauerhafte Einnahme verschafften. In Oberöwisheim selbst lebten zu keiner Zeit Juden.

## Geschichte
Da Juden nicht erlaubt war, ihre Toten auf christlichen Friedhöfen zu bestatten, mussten die Kraichgauer Juden ihre Toten auf dem jüdischen Friedhof Speyer (bis 1435) und danach auf dem jüdischen Friedhof Worms bestatten. Der jüdische Friedhof Oberöwisheim entstand um 1629 als Verbandsfriedhof für die Kraichgauer Juden. Er besitzt 492 Grabsteine, der älteste datiert von 1735 und der jüngste von 1938.
Der zweitälteste jüdische Friedhof im Kraichgau entstand danach in der zweiten Hälfte des 17. Jahrhunderts in Waibstadt. Nach und nach wurden weitere jüdische Friedhöfe angelegt wie zum Beispiel in Flehingen (1688), Eichtersheim (1781), Eppingen (1819), Michelfeld (1868), Berwangen (vor 1877), Bad Rappenau (1881), Ittlingen (1887), Meckesheim (1896) und in Sinsheim (um 1890).
Der jüdische Friedhof in Oberöwisheim war in den letzten Jahrzehnten seiner Belegung nur noch Begräbnisplatz für die jüdischen Gemeinden Menzingen, Münzesheim und Odenheim.